# Schenkelberg
Schenkelberg là một đô thị trong huyện Westerwald bang Rheinland-Pfalz thuộc nước Đức. Đô thị Schenkelberg có diện tích 3,52 km², dân số là 668 người (31/12/2006).